# Katableps
Katableps es un género de arañas araneomorfas de la familia Lycosidae. Se encuentra en Madagascar.

## Lista de especies
Según The World Spider Catalog 12.5:
- Katableps masoala Jocqué, Russell-Smith & Alderweireldt, 2011
- Katableps perinet Jocqué, Russell-Smith & Alderweireldt, 2011
- Katableps pudicus Jocqué, Russell-Smith & Alderweireldt, 2011